# Serge Bouchard
Pour les articles homonymes, voir Bouchard.
Serge Bouchard, né le 27 juillet 1947 à Montréal (Québec) où il meurt le 11 mai 2021, est un anthropologue, essayiste et animateur de radio québécois.

## Biographie
Serge Bouchard naît le 27 juillet 1947 sur la rue Saint-Dominique à Montréal près du marché Jean-Talon dans le quartier de la Petite Italie. À l'âge de deux ans, sa famille déménage dans Pointe-aux-Trembles, alors une municipalité distincte de Montréal, un milieu ouvrier matériellement démuni. La famille est composée de quatre enfants : Ronald, l'aîné, sa sœur Christiane, lui et son frère cadet Michel. Il fait son cours classique au Collège Mont-Saint-Louis de 1959 à 1967.
Diplômé de l'Université McGill (à Montréal) et de l'Université Laval (à Québec), Serge Bouchard est d'abord chercheur dans le domaine de la nordicité. En août 1980, il publie sa thèse de doctorat en anthropologie à l'Université McGill sur les camionneurs, Nous autres les gars de truck: Essai sur la culture et l'idéologie des camionneurs de longue-distance dans le nord-ouest québécois, un sujet sur lequel il écrira ensuite d'autres articles et livres.
Docteur en anthropologie et spécialiste des peuples autochtones, il cofonde et dirige une firme de recherche en sciences humaines jusqu’en 1986. Durant cette période, il est chargé d'enseignement au département des sciences administratives de l’Université du Québec à Montréal. Entre 1970 et 1990, il réalise des études de terrain sur la Côte Nord, au Labrador, au Nunavik, à la baie James et au Yukon.
De 1987 à 1990, il dirige les services de recherche en sciences humaines de l’Institut de recherche en santé et en sécurité du travail du Québec, puis il est commissaire aux audiences publiques de Montréal sur le sujet de la gestion intégrée des déchets. Entre 1982 et 2005, il est conseiller-formateur à la Sûreté du Québec, au Collège canadien de police, à la Gendarmerie royale du Canada, à la Police provinciale de l'Ontario, à la Police de la Communauté urbaine de Montréal et à Hydro-Québec. Pendant six ans, il est également conseiller anthropologique en management et en organisation du travail pour GIAT, l'industrie française de l’armement terrestre, à Paris, à Roanne, à Saint-Étienne et à Liège.
Serge Bouchard a publié quinze ouvrages et une soixantaine d’articles portant notamment sur les Inuits, les Métis et les peuples autochtones d’Amérique du Nord, ainsi que sur les camionneurs de longue distance. En 1991, il publie son premier essai, Le Moineau domestique.
De 1992 à 1996, il anime en compagnie de Bernard Arcand l’émission Les Lieux communs à la Première Chaîne de Radio-Canada, puis il est chroniqueur à l’émission Indicatif présent jusqu'en 1997. Dans ses réflexions sur les lieux communs, il cherche notamment à déconstruire les « automatismes sociaux, langagiers, idéologiques. » Jusqu'en 2009, Arcand et Bouchard écrivaient une chronique d’humeur intitulée Bien vu ! dans la revue scientifique Québec Science. Il signe ensuite la chronique « Esprit du lieu » dans la même revue. Il collabore aussi à la revue littéraire du département d'études françaises de l'Université McGill L'Inconvénient.
Il meurt le 11 mai 2021 à Montréal,,, à l'âge de 73 ans après avoir lutté contre des complications liées à une péritonite depuis un ou deux mois.
En novembre 2021, son essai Du diesel dans les veines, coécrit avec Mark Fortier, est récompensé du prix du Gouverneur général : études et essais de langue française.

### Radio et télévision

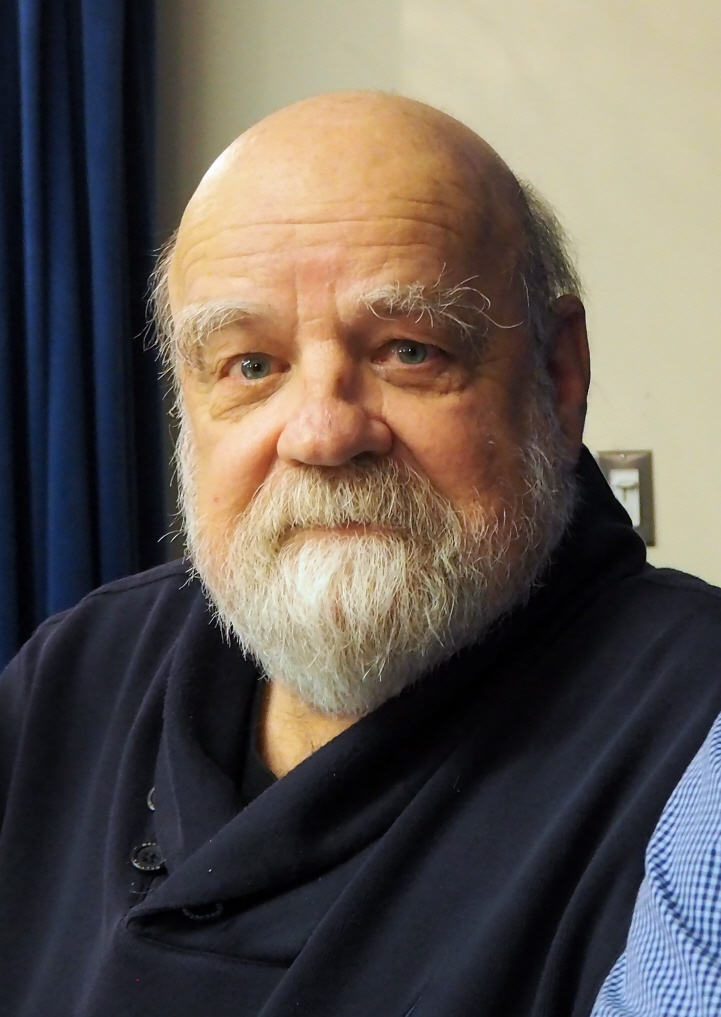
Serge Bouchard lors de l'enregistrement de l'émission de radio Récit à l'Espace Lafontaine en 2018.

Il participe à de nombreux documentaires et émissions de télévision où il donne sa vision anthropologique du monde. À partir de 1998, il anime l'émission Les Chemins de travers sur la Première chaîne de Radio-Canada, et à partir de 2001, l'émission De remarquables oubliés où il retrace les récits des occultés de l'histoire du Québec, du Canada ou plus largement de l'Amérique française. Il a également animé la série radiophonique intitulée Une épinette noire nommée Diesel en 2003 et C'est fou... de 2014 à 2021, en collaboration avec Jean-Philippe Pleau, de même que Récit de 2017 à 2021, toutes sur les ondes de ICI Radio-Canada Première.

## Œuvres

### Essais
- Le Moineau domestique : histoire de vivre, Montréal, Guérin littérature, 2000 (1re éd. 1991), 468 p. (ISBN 978-2-7601-2456-1, OCLC 24213976)
- Bernard Arcand, Quinze lieux communs, Montréal, Éditions du Boréal, 1993, 212 p. (ISBN 978-2-89052-561-0)
- Bernard Arcand, De nouveaux lieux communs, Montréal, Éditions du Boréal, 1994, 229 p. (ISBN 978-2-89052-624-2, OCLC 30514570)
- Bernard Arcand, Du pâté chinois, du baseball et autres lieux communs, Montréal, Éditions du Boréal, 1995, 210 p. (ISBN 978-2-89052-713-3, OCLC 35209458)
- Bernard Arcand, De la fin du mâle, de l'emballage et autres lieux communs, Montréal, Éditions du Boréal, 1996, 208 p. (ISBN 978-2-89052-782-9, OCLC 35940367)
- Bernard Arcand, Des pompiers, de l'accent français et autres lieux communs, Montréal, Éditions du Boréal, 1998, 204 p. (ISBN 978-2-89052-895-6, OCLC 50503595)
- France-Québec : images et mirages, Québec, Musée de la civilisation, Musée national des arts et traditions populaires et Musée de l'Amérique française, 1999 (ISBN 978-2-7621-2100-1)
- L'homme descend de l'ourse, Montréal, Éditions du Boréal, 2001 (1re éd. 1998) (ISBN 978-2-7646-0140-2, OCLC 47073353). La moitié de ces textes ont originellement été préparés pour l'émission Indicatif présent animée par Marie-France Bazzo à la Première Chaîne de Radio-Canada.
- Bernard Arcand, Du pipi, du gaspillage et sept autres lieux communs, Montréal, Éditions du Boréal, 2001 (ISBN 978-2-7646-0089-4, OCLC 47785732)
- Bernard Arcand, Cow-boy dans l'âme : sur la piste du Western et du country, Montréal, Éditions de l'Homme, 2002 (ISBN 978-2-7619-1705-6, OCLC 52418114)
- Les Meilleurs Lieux communs, peut-être (avec Bernard Arcand), Montréal, Éditions du Boréal, 2003, 330 p.  (ISBN 978-2-7646-0259-1), (OCLC 53001720)
- Récits de Mathieu Mestokosho, chasseur innu (Serge Bouchard et Mathieu Mestokosho), Montréal, Éditions du Boréal, 2004, 193 p.  (ISBN 978-2-7646-0322-2), (OCLC 56420000)
- Les corneilles ne sont pas les épouses des corbeaux, Montréal, Éditions du Boréal, 2005, 270 p.  (ISBN 978-2-7646-0394-9), (OCLC 61526506)
- (en) Caribou hunter : a song of a vanished Innu life  (avec Mathieu Mestokosho), Vancouver et Berkeley, Editions Group West et Greystone Books, 2006, 183 p. (ISBN 978-1-55365-157-4, OCLC 62741586)
- Bestiaire : confessions animales (ill. Pnina C. Gagnon), Outremont, Éditions du Passage, 2006, 128 p.  (ISBN 978-2-922892-23-9), (OCLC 72262892)
- Bestiaire II : confessions animales (ill. Frédéric Back), Outremont, Éditions du Passage, 2008, 136 p.  (ISBN 978-2-922892-33-8)
- Elles ont fait l'Amérique : De remarquables oubliés, Tome 1 (avec Marie-Christine Lévesque - ill. Francis Back), Montréal, Éditions Lux, 2011, 448 p.  (ISBN 978-2-89596-097-3)
- C'était au temps des mammouths laineux, Montréal, Éditions du Boréal, 2012, 323 p.  (ISBN 978-2-7646-2110-3) Vingt-cinq chroniques d'humeur déjà parues ici et là entre 2004 et 2011.
- Les images que nous sommes, 60 ans de cinéma québécois (en collaboration avec Marie-Christine Lévesque), Montréal, Éditions de l’Homme, 2013, 271 p.  (ISBN 978-2-7619-3816-7)
- Ils ont couru l'Amérique : De remarquables oubliés, Tome 2 (avec Marie-Christine Lévesque), Montréal, Éditions Lux, 2014, 420 p.  (ISBN 978-2-89596-161-1)
- Les Yeux tristes de mon camion, Montréal, Éditions du Boréal, 2016, 216 p.  (ISBN 9782764624654 et 2764624654)
- Le peuple rieur : Hommage à mes amis Innus (avec Marie-Christine Lévesque), Montréal, Lux Éditeur, 2017, 320 p.  (ISBN 9782895962373 et 2895962375)
- L'Œuvre du grand lièvre filou, recueil de chroniques pour Québec Science, Montréal, Éditions Multimondes, octobre 2018, 216 p.  (ISBN 9782897730727 et 2897730722)
- L'Allume-cigarette de la Chrysler noire, Montréal, Éditions du Boréal, 2019, 248 p.  (ISBN 9782764626061, 9782764636060, 9782764646069, 2764626061, 2764636067 et 2764646062)
- Un café avec Marie, Montréal, Éditions du Boréal, 2021, 274 p.  (ISBN 9782764626597 et 2764626592)
- Du diesel dans les veines. La saga des camionneurs du Nord, avec Mark Fortier, Lux éditeur, 2021

### DVD
- Bernard Arcand et Serge Bouchard, Neige sur neige, La Bande vidéo de Québec, 1998, 27 p., Livre et DVD (ISBN 2-9805403-1-5, ISSN 1486-0899, OCLC 43827006)
- Serge Bouchard, De remarquables oubliés, Montréal, Première Chaîne, coll. « Série des jeux olympiques », 2008, Livre sonore sur CD, production Rachel Verdon, distribution Select (OCLC 252085794)

### Manuels
- Serge Bouchard et Mathieu Mestokosho, Chroniques de chasse d'un Montagnais de Mingan, Québec, Ministère des affaires culturelles, gouvernement du Québec, 1977 (ISBN 978-0-7754-2743-1, OCLC 4504596)
- Serge Bouchard, Mémoires d'un simple missionnaire : le père Joseph-Etienne Guinard, O.M.I., 1864-1965, Québec, Ministère des affaires culturelles, coll. « Civilisation du Québec », 1980, 229 p. (ISBN 978-2-551-03760-5, OCLC 13004787)
- Serge Bouchard, Sylvie Vincent et Renée Bourque, Pour parler des Amérindiens et des Inuit : guide à l'usage des professeurs du secondaire, histoire et géographie, Québec, Gouvernement du Québec, coll. « Coordination des activités en milieux amérindien et inuit », 1982, 94 p. (ISBN 978-2-550-05231-9, OCLC 15951321)
- Serge Bouchard, L'art de pratiquer un métier qui n'existe pas : l'expert-conseil en sciences humaines, Montréal, École des hautes études commerciales, 1986 (OCLC 77450502)
- Serge Bouchard, Sylvie Vincent, José Mailhot et Louise Sauvé, Peuples autochtones de l'Amérique du Nord : de la réduction à la coexistence, Sainte-Foy, Télé-Université, 1993, 523 p. (ISBN 978-2-7624-0110-3, OCLC 20854381)
- Serge Bouchard et Clotilde Pelletier, L'Apprentissage de la diversité, Montréal, Éditions du CIDIHCA, 1990 (ISBN 978-2-920862-49-4, OCLC 53781488)Avec la Communauté urbaine de Montréal et le Centre de recherche et d'analyse en sciences humaines. Le CIDIHCA : le Centre international de documentation et d'information haïtienne, caribéenne et afro-canadienne.
- (pt) Serge Bouchard, Jean-Francois Chanlat, Alain Rondeau, Anni Borzeix, Daniele Linhart, Emmanuel Kamdem, Giovanni Gasparini, Jacques Girin, Jean-François Chanlat, Jean-Pierre Dupuis, Richard Déry, Sylvie Vincent et Thierry C Pauchant, O individuo na organizacao : dimensoes esquecidas, Sao Paulo, Atlas, 1996, 303 p. (ISBN 978-85-224-1503-8, OCLC 70007870)

### Études
- (en) Serge Bouchard, Native use of animal resources in the Yukon : identification of main issues, Whitehorse, 1977 (OCLC 70523589)
- Serge Bouchard, Ignatius E La Rusic, Alan Penn, Taylor Brelsford, Jean-Guy Deschênes et Richard F Salisbury, La négociation d'un mode de vie : la structure administrative découlant de la Convention de la Baie-James : l'expérience initiale des Cris, Montréal, ssDcc Inc., 1979 (OCLC 70617760)
- Serge Bouchard et Pierre Lepage, Les Droits des Amérindiens, des Inuit et des Métis : améliorer la qualité du débat, Montréal, Commission des droits de la personne du Québec, 1980, 32 p. (OCLC 49078465)
- Serge Bouchard et Ignatius E La Rusic, À l'ombre de la bureaucratie : la culture et le ministère des Affaires indiennes, Montréal, ssDcc inc., 1981 (OCLC 61507453)
- Serge Bouchard et Pierre Lepage, Dossier chasse et pêche : deuxième partie, les droits des Amérindiens, des Inuit et des Métis, Montréal, Commission des droits de la personne du Québec, Direction de l'éducation, 1984, 32 p. (ISBN 978-2-550-11247-1, OCLC 49100830)
- Serge Bouchard et Alain Bissonnette, Répercussions sociales et économiques du détournement de la Caniapiscau sur les activités de chasse et de pêche de la population de Kuujjuaq, Société d'énergie de la Baie-James, Direction Ingénierie et environnement, Groupe d'étude conjoint Caniapiscau-Koksoak, 1984 (OCLC 53653843)
- Serge Bouchard, Alain Bissonnette et Jacques Prégent, Les Jeunes Autochtones et la loi pénale : étude préliminaire des besoins et des services dans quelques communautés autochtones du Québec, Ottawa, Section de la recherche et de la statistique, Direction de la politique, des programmes et de la recherche, Ministère de la justice du Canada, 1986 (OCLC 53748969)
- Serge Bouchard et Clotilde Pelletier, La Justice en question : évaluation de projets de création d'un comité de justice à Povungnituk, Québec nordique, Montréal, Centre de recherche et d'analyse en sciences humaines, Development and Cultural Change, 1986, 137 p. (OCLC 17767963)

### Prix et honneurs
- 2015 : lauréat du prix Gérard-Morisset 2015[15]
- 2017 : prix du Gouverneur général : études et essais de langue française pour Les Yeux tristes de mon camion[16]
- 2021 : prix du Gouverneur général : études et essais de langue française, à titre posthume, pour Du diesel dans les veines[14]